# Dębik ośmiopłatkowy
Dębik ośmiopłatkowy (Dryas octopetala L.) – gatunek roślin z rodziny różowatych. Nazwa rodzajowa, zarówno polska, jak i naukowa, pochodzi od kształtu liści podobnych do liści dębu (gr. δρυς – dąb, drzewo), nazwa gatunkowa od liczby płatków w koronie kwiatu (najczęściej 8). Od nazwy rodzajowej pochodzi określenie fazy klimatycznej – młodszy dryas.

## Zasięg geograficzny
Na stanowiskach naturalnych występuje w Ameryce Północnej i Europie. W Ameryce Północnej występuje w regionach północnych i arktycznych (Alaska, Jukon, zachodnia Kanada) oraz w górach stanów Kolorado, Idaho, Oregon. W Europie występuje w tundrze na Półwyspie Skandynawskim, Islandii, wyspach Svalbard, Jan Mayen oraz w górach. W Polsce – niemal wyłącznie w Tatrach, jest tam pospolity. Poza Tatrami w 1953 r. opisano jedno stanowisko na północnej ścianie Smolegowej Skały w Pieninach. Jest uprawiany w wielu krajach świata.

## Morfologia

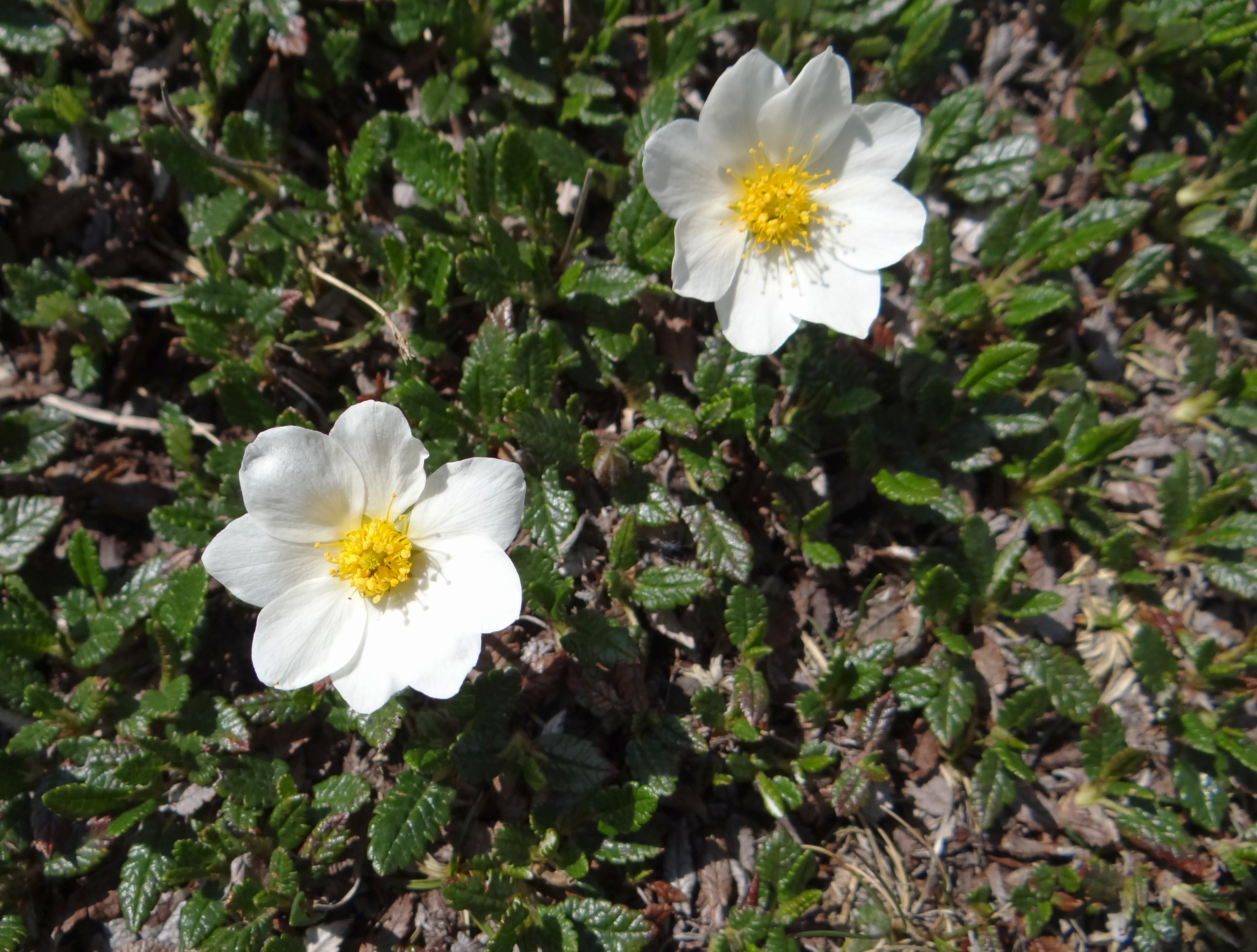
Pokrój

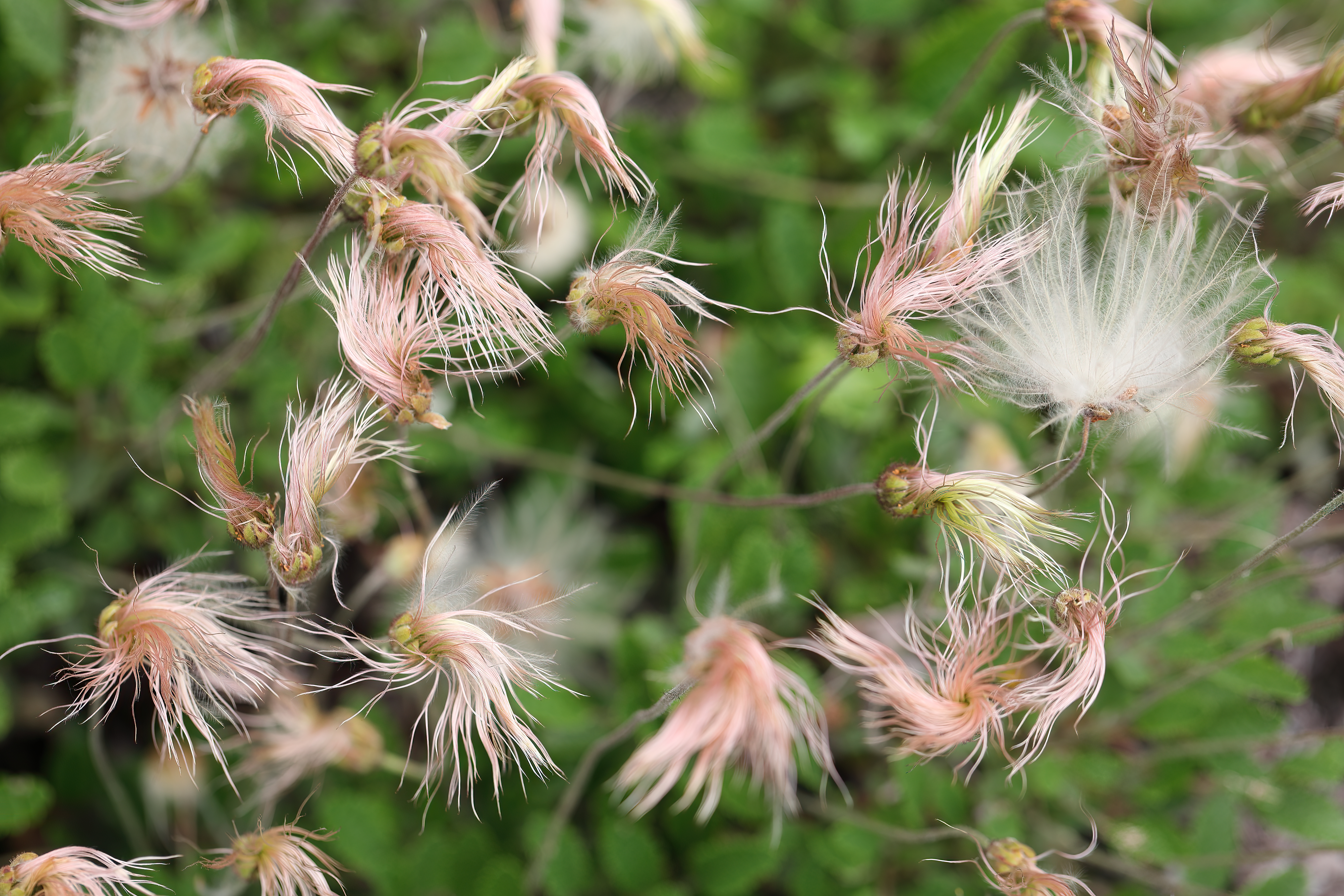
Owoce

PokrójMała krzewinka szpalerowa, płożąca się po ziemi (chamefit), osiągająca wysokość zaledwie 2–10 cm.
ŁodygaZdrewniała, czołgająca się po ziemi i rozgałęziająca się.
LiścieWyrastają na długich ogonkach z końców bocznych pędów łodygi, albo skrętolegle z łodygi. Są skórzaste, pojedyncze, podłużnie jajowate o długości 1,5–3 cm. Górna strona blaszki liściowej lśniąca, spodnia filcowata, brzegi mają ząbkowane lub karbowane (a nawet prawie wrębne). Kształtem przypominają liście dębu (stąd nazwa rośliny). Nie są zimozielone.
KwiatyWyrastają na cienkich, słabo ulistnionych łodyżkach kwiatowych. Są to kwiaty pojedyncze, duże (średnica do 4 cm). Mają długie szypułki, a ich kielich składa się najczęściej z 8 lancetowatych, wąskich i jedwabiście owłosionych płatków. Kwiaty mają kolor biały lub białożółty, liczne pręciki i słupki o owłosionych szyjkach.
OwocDrobne, jednonasienne orzeszki tworzą puszysty, wydłużony owoc zbiorowy, przypominający nieco sasankę, jednak w odróżnieniu od niego posiadający zielony kielich.

## Biologia i ekologia

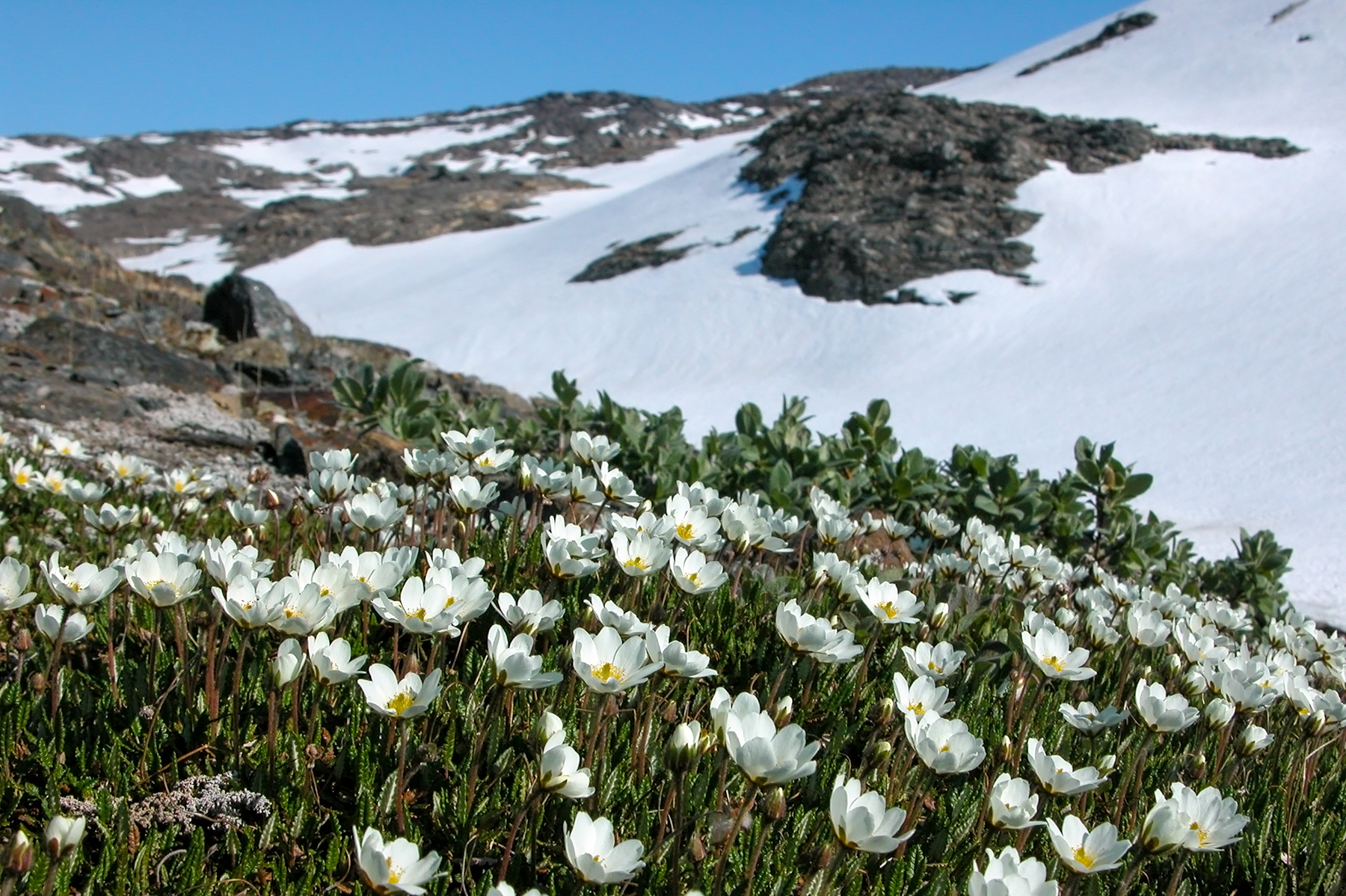
Dębik ośmiopłatkowy w górach norweskich

RozwójBylina. Kwitnie od czerwca do lipca. Nasiona wyposażone są w piórko, za pomocą którego są rozsiewane przez wiatr (anemochoria). Jednak w polskich warunkach klimatycznych nasiona nie kiełkują, roślina rozmnaża się wyłącznie wegetatywnie. Jest długowieczny, może żyć nawet 100 lat.
SiedliskoRośnie na piargach, murawach naskalnych, wśród skał. Występuje głównie na podłożu wapiennym, na granicie rzadko można ją spotkać. Roślina typowo górska. W Tatrach dochodzi do wysokości 2150 m n.p.m.
FitosocjologiaW klasyfikacji zbiorowisk roślinnych gatunek charakterystyczny dla klasy (Cl.) Seslerietea variae.

## Pochodzenie
Gatunek w Europie Środkowej jest reliktem polodowcowym (zob. młodszy dryas). Jego szczątki w dużych ilościach znajduje się we florze kopalnej z wczesnego holocenu. Wyparty w kierunku obszarów subpolarnych w wyniku ocieplania klimatu po ustąpieniu lądolodu. W Polsce przetrwał tylko w wysokich górach.

## Zastosowanie
Roślina ozdobna: uprawiana jako tzw. roślina okrywowa, szczególnie nadająca się do ogrodów skalnych, zwłaszcza na większe skarpy. Najlepsze jest podłoże próchniczno-żwirowe, umiarkowanie wilgotne i zawierające dużo wapnia. Dobrze jest wymieszać podłoże z wapiennym gruzem. Wymaga stanowiska słonecznego. Rozmnaża się wyłącznie wegetatywnie z sadzonek pędowych.